# Mono Inc.
A Mono Inc. (stilizálva MONO INC.) egy 2000-ben alakult hamburgi könnyűzenei együttes. 2007-től játszanak jelenlegi felállásukban, stílusukat a gothic rock és az alternatív rock jelzőkkel illetik.
Az együttes neve nem a monó hangrendszerre utal, hanem a monomániára (rögeszmés, kényszerképzetes kóros lelki állapot); vagyis jelentése Rögeszmések Társulása (Monomania Incorporated).

## Története
Elődjét, a Mono69-et 1998-ban alapította Mikey Mono (ének, basszus), Martin Engler (dob), és Carl Fornia (gitár). Korábban mindhárman a Wild Thing együttesben játszottak. 2000-ben Mono Inc-re változtatták nevüket, 2003-ban pedig Manuel Antoni (basszus) is csatlakozott hozzájuk. Első albumukat, a Head Above Watert szintén 2003-ban adták ki. 2006-ban Mikey Mono nézeteltérések miatt kivált a csapatból, így Martin Engler vette át az énekes és a frontember szerepét, a dobos pedig Katha Mia lett. Első három albumukat később amolyan útkeresésnek tekintették; saját hangjukat a 2009-es Voices of Doomon találták meg.
Első évtizedükben csak előzenekarként működtek – vagyis más együttesek koncertjein léptek fel néhány saját szám erejéig – azonban a 2010-es Comedown EP és a 2011-es Viva Hades nagylemez sikere után már annyira népszerűek voltak, hogy saját turnéra indultak, felkéréseket kaptak nagy európai fesztiválokon való részvételre, és szerződést kötöttek az SPV Records kiadóval. Egyik legsikeresebb nagylemezük a 2013-as Nimmermehr (Soha többé). 2020-ig 11 nagylemezt jelentettek meg.

## Tagok
- Martin Engler – dob (2000–2007), ének (2007–)
- Carl Fornia – gitár, vokál (2000–)
- Katha Mia – dob, vokál (2007–)

### Korábbi tagok
- Mikey Mono – ének, basszus (2000–2006). 2010-ben vitorlázóbalesetben elhunyt.[7]
- Manuel Antoni – basszus, vokál (2003–2021)[8]

## Stúdióalbumok
- Head Under Water (2003)
- Temple of the Torn (2007)
- Pain, Love & Poetry (2008)
- Voices of Doom (2009)
- Viva Hades (2011)
- After the War (2012)
- Nimmermehr (2013)
- Terlingua (2015)
- Together Till the End (2017)
- Welcome to Hell (2018)
- The Book of Fire (2020)
- Ravenblack (2023)
- Darkness (2025)